# Manuela (filme)
Manuela (Manuela, no Brasil) é um filme cubano de curta metragem dirigido por Humberto Solás em 1966.

## Sinopse
Durante a Revolução Cubana, jovem guajira tem a família massacrada pelo exército de Fulgencio Batista. Sem destino, ingressa nas guerrilhas em Sierra Maestra e transforma-se em combatente. Quando se envolve com um dos guerrilheiros, sua personalidade migra do ódio para o lirismo.
Esse filme é prototípico do cinema cubano durante o final da década de 1960 e toda a década de 1970, e marca a estréia de Adela Legrá e Adolfo Llauradó nas telas cubanas.

## Elenco
- Adela Legrá .... Manuela
- Adolfo Llauradó .... Mejicano
- Olga González
- Luis Alberto García
- Ruddy Mora
- Flavio Calderín